# جاك جيب
جاك جيب (بالإنجليزية: Jack Jebb)‏ هو لاعب كرة قدم بريطاني في مركز الوسط، ولد في 11 سبتمبر 1995 في كنزينغتون في المملكة المتحدة. شارك مع منتخب إنجلترا تحت 16 سنة لكرة القدم ومنتخب إنجلترا تحت 17 سنة لكرة القدم. أما مع النوادي، فقد لعب مع ستيفيناغ بوروه ونادي أرسنال.

## وصلات خارجية
- جاك جيب على موقع قاعدة بيانات كرة القدم.إي يو (الإنجليزية)
- جاك جيب على موقع Soccerbase.com (لاعب) (الإنجليزية)
- جاك جيب على موقع Soccerway.com (الإنجليزية)